# Christopher New
Christopher New, né le 7 avril 1942, est un philosophe et écrivain britannique, fondateur du département de philosophie de l'université de Hong Kong en 1969, où il a ensuite enseigné pendant plusieurs années.
Il est aussi auteur d'une série de romans historiques appelée The China Coast Trilogy, traduite en de nombreuses langues.

### Autres ouvrages
- The Road to Maidur (roman)
- A Small Place in the Desert (roman)
- « Punishing Times: Reply to Smilansky », in Analysis
- « A Note on Truth in Fiction »  in The Journal of Aesthetics and Art Criticism
- The Philosophy of Literature: An Introduction, 1999
- Goodbye Chairman Mao (roman)
- The Kaminsky Cure (roman)